# Sognebåndsløsning
Sognebånd er folkekirkens medlemmers tilknytning til præsten og menigheden i deres bopælssogn. Sognebåndsløsning vil sige, at medlemmer af folkekirken, der hører til et bestemt sogn og præst, slutter sig til en præst i et andet sogn. Ved at løse sognebånd får man altså ret til at vælge en anden præst. 
I mange århundreder var borgerne bundet til deres lokale sogn og præst. Løsningen (dvs. ophøret) af sognebåndet blev først muligt via en lovændring i 1855, der blev vedtaget, mens C.C. Hall var kultusminister.